# Luciobarbus bocagei
Luciobarbus bocagei là một loài cá vây tia trong họ Cyprinidae.